# 유피군 (정경후)
유피군(劉罷軍, ? ~ ?)은 전한 후기의 제후로, 양경왕의 아들이다.

## 생애
건소 원년(기원전 38년), 정후(鄭侯)에 봉해졌다.
시호를 경(頃)이라 하였고, 작위는 아들 유준이 이었다.

## 출전
- 반고, 《한서》 권15하 왕자후표 下

| 선대 (첫 봉건) | 전한의 정후 기원전 38년 정월 ~ ? | 후대 아들 정절후 유준 |